# マトリクス (トランスフォーマー)
マトリクス（The Autobot Matrix of Leadership、Creation Matrix）は、トランスフォーマーシリーズに登場する、サイバトロンのリーダーに代々受け継がれる象徴的存在である。それを正式に受け継いだサイバトロンリーダーはコンボイ（Prime）の名で呼ばれる。
外観は青白い結晶体を黄金色の容器が囲む形である。この容器を開放することで内部のエネルギーを開放できる。
使用される際に制限があるかのような描写があり、意志を持っているようにもとれ、マトリクスの許し無しではその力を用いることは出来ないとされる。
力の源としての作用もあり、ホットロディマスやスカージに用いられた際には、パワーアップと共に外観も変化させている。

## 描写

### アニメシリーズ
アニメシリーズにおいては『トランスフォーマー ザ・ムービー』において初出。
総司令官コンボイの臨終の時に、彼の胸から取り出された。その時、コンボイは、選ばれし者がマトリクスの力で闇に光を照らすだろうと予言している。その闇は、星を喰い生きる巨大トランスフォーマー、ユニクロンとして到来。マトリクスが自らを滅ぼしうる唯一の脅威であると知るユニクロンは、デストロン破壊大帝メガトロンをガルバトロンとして再生、マトリクス破壊を命じる。だが、ガルバトロンはユニクロンの危険性に気付き、マトリクスを手にユニクロンを脅迫するも、結局その力を解放できず、若きサイバトロン戦士ホットロディマスの手でマトリクスは開かれ、エネルギーの奔流により、ユニクロンは滅びた。またその力で、ホットロディマスはさらなるパワーを誇るロディマスコンボイにパワーアップし、新総司令官に就任した。
続くアニメシリーズ『2010』で、さらなる描写がなされた。
負傷したロディマスコンボイの意識はマトリクスの中に入り、それがサイバトロンリーダーの知恵の集積体であることを発見。その後、彼は、自らその体を傷つけ、故意にマトリクスの中に入る。マトリクスの六人目の保有者が破壊された時、長老アルファートリンがそれを保管し、後にコンボイを誕生させ彼の胸に組み込んだ歴史、クインテッサ星人がトランスフォーマーの生みの親である事実を知った。後に宇宙ペスト（The Hate Plague）が蔓延した時は、復活したコンボイが、ロディマスの胸からマトリクスを取り出し開放、その内部の叡智でペストを根絶したが、マトリクスは空となってしまった。
この後は、アメリカと日本の双方で別の話が製作されたため、その去就は異なる。アメリカ版最終シーズン『リバース』では、コンボイがセイバートロン星の超コンピュータ、ベクターシグマにアクセスするキーの代用としてマトリクスのシェルを用いている。
日本版続編『ヘッドマスターズ』では、純粋エネルギーの集合体とされ、その再充填のため地球に隠された。しかしマトリクスが空になったことはベクターシグマの暴走を呼び、コンボイがその身を犠牲とする前に、マトリクスを探させている。アルファートリンの幻影がマトリクスを再充填したが、コンボイはその安定のためベクターシグマと結合、ロディマスコンボイが再びマトリクスを持つこととなった。
マトリクスの起源は明かされなかったが、ユニクロンを倒したことへのおぼろげな関連性が示されている。アニメでは、ユニクロンは狂気の大天才プリマクロンによって製作された。ユニクロンに反逆された際、彼の助手であった野獣型ロボット（Oracle）は、マトリクスに酷似した姿で脱出している。ただし、これがマトリクスの起源であるとは何ら説明されていない。

### マーベル・コミック
コミックではアニメに一年以上先行して登場している。
クリエーション・マトリクス（Creation Matrix）と呼ばれ、コンボイの中に存在するコンピュータプログラムであり、新たなトランスフォーマーに生命を吹き込む能力を持つ。
当時のデストロン指揮官レーザーウェーブはコンボイを捕らえ、頭を取り外し、ビルドロン誕生に利用した。コンボイはその力をバスター・ウィットウィッキー（Baster Witwicky、コミック版でのサイバトロンの協力者でスパイクの兄）に貸し与え、新たに誕生したジェットファイヤー（日本名スカイファイアー）を洗脳、コンボイを救出した。後にコンボイがエアーボットやプロテクトボットを製作する際に、デストロンはそのエネルギーを引き出して、スタントロン、コンバットロンを作り出した。
コンボイが破壊された後は、マトリクスも破壊されたものとされていたが、パワーマスターとして復活した後に事実が明らかとなる。マトリクスはアニメ同様に胸窟に収められた物体で、コンボイの元のボディが破壊された際、行方不明になってしまっていた（前述のレーザーウェーブは、頭部を通してエネルギーを引き出していたに過ぎないと設定が変更された）。よってマトリクスの探索が始まった。
マトリクスは保有者の性質により変容するとされた。今までの保有者により悪を憎む根本的な感性が与えられたマトリクスは新たな保持者、デストロンのサンダーウイングにより、悪の性質を持ってしまう。サンダーウイング本人をも支配し、サイバトロンを攻撃した。
クリエーションマトリクスの真の性質は、セイバートロン星に到来したユニクロンの脅威によって明らかとなる。マトリクスは創造神プライマスの断片であり、トランスフォーマーという金属生命体の種そのものの誕生にも関連していた。プライマスはその生命力の一部を遺伝子としてコード化し、結晶の中に光のパターンとして設置、トランスフォーマーが自ら仲間を増やせるようにしていたのである。ユニクロンによりサンダーウイングは破壊され、コンボイはマトリクスを奪還、浄化し、ユニクロンを打倒したのである。
『G-2』期コミックにて、メガトロンが新たな軍団を製作するため、コンボイからマトリクスを盗む。だが、スタースクリームがそれを奪い、自らをデストロン戦艦ウォーワールド（the Warworld）と一体化。マトリクスは悪に染まるより早く、スタースクリームの人格に影響を与え始め、恐れたスタースクリームはマトリクスを放棄。奪還したコンボイはマトリクスを用いて、スウォーム（the Swarm、G2トランスフォーマー誕生の際に生まれた闇のエネルギー生命体）を浄化することに成功した。この浄化されたスウォームが後のビーストウォーズシリーズに登場するエイリアン（Vok）である。

### ビーストシリーズ
1990年代のビーストウォーズ一連のシリーズでもマトリクスは登場し、また発展した。
「マトリクス」なる言葉は、前述した物体だけでなく、別次元そのものも指すようになった。オールスパーク（Allspark）と呼ばれる、トランスフォーマーにとってのあの世である。トランスフォーマーの魂、スパーク（Spark）はオールスパークより来て、死んでそこに還っていく。そしてその経験は智恵や叡智として蓄積される。この設定により、アニメで登場するマトリクスとは、単なる知識の集積体でなく、あの世への入り口でもあると解釈できることになった。コミックのそれが命を吹き込む能力を持つことの説明にもなっている。
『メタルス』にて、ライノックスがコンボイのスパークを探しに行った世界や、『リターンズ』にて、度々コンボイが口にしたり幻視したりするそれは、こちらの意味でのマトリクス（Matrix of Dimension）である。
また、他にビーストのサイバトロン（Maximal）の誕生する施設の名としてもマトリクス（The Matrix）が使われている。

### 実写映画版
2009年初夏に公開された『トランスフォーマー: リベンジ』にて登場。
リーダーのマトリクス（指導者のマトリクス）（Matrix of Leadership）と呼ばれる。本来の使用目的は恒星を破壊してエネルゴンを採取するための装置（小説版では「グレートマシーン」と呼ばれる）を起動するための鍵であるが、胸部に刺し込むことによって機能停止したトランスフォーマーを蘇らせることも可能である。
数千年前にその装置を使って太陽を破壊しようとしたザ･フォールンから地球を守るべく、6人（小説版では12人）の初代リーダーであるプライムたちによってヨルダンのペトラ山に封印された。「勇気ある者」だけがマトリクスを持つ資格があるとされ、命を懸けてオプティマスプライムを救おうとしたサム・ウィトウィッキーが選ばれた。
オールスパークから派生しているため、オールスパークと同程度の力を持つ。

### トランスフォーマープライム
オートボットのリーダーとなったオライオンパックスがプライマスよりマトリクス（Matrix of Leadership）を受け継ぎオプティマスプライムとなった。地球そのものであるユニクロンの意識を封印するためマトリクスの英知を使用しその意識を封印することは成功するが、その代償にリーダーになった以降の記憶を無くしてしまう。

## 保有者

### アニメ
- ロディマスがマトリクスの中で見た、6人のリーダー。
- コンボイ（Optimus Prime）
- ウルトラマグナス（Ultra Magnus）
- ロディマスコンボイ（Rodimus Prime）

アルファートリンは保有者としてカウントされず、コンボイの先代のリーダーの死後、保管していただけとされる。マトリクスの中にアルファートリンがいる描写は、後のマトリクスの設定拡大による、全トランスフォーマーの帰る場所という設定を補強している。また、総司令官「代理」であったウルトラマグナスも保有者としてカウントされていることから、必ずしも「マトリクス保有者＝サイバトロン総司令官」ではないことがわかる。
ガルバトロンは幾度かマトリクスを手にしているが力の解放は出来なかった。ガルバトロンの部下であるスカージは一度、その力を引き出しパワーアップに成功している。またマトリクスの開放にロディマスコンボイは容器の取っ手の部分の中心に指を差し込み左右に引っ張って開けていたが、ウルトラマグナスとガルバトロンは取っ手を握ったり、中心から力ずくで開けようとしていた（例外としてスカージは体内に収納していた）。
また、『ビーストウォーズメタルス』ではビーストメガトロンに致命傷を負わされた初代（G1）コンボイを救うために、ビーストコンボイ（Optimus Primal）が彼のスパークをマトリクスごと自身の体内に保護する。結果、彼はその力でパワードコンボイ（Optimal Optimus）へと進化を果たした。なお彼の場合パワーアップは不可逆で、スパークとマトリクスを初代（G1）コンボイに返却した後も元には戻らなかった。

### コミック

#### マーベルコミック（Marvel Comics）
- プライマ（Prima）：最初のトランスフォーマー。
- プライム・ノヴァ（Prime Nova）
- センチネル・プライム（Sentinel Prime）：英国版初代（G1）コミックにてユニクロンの回想に登場（死に際にコンボイにマトリクスを手渡している）。
- コンボイ（Optimus Prime）：初の戦士出身の指揮官。メガトロンに首都アイアコーン（Iacon）を包囲され、最高議会（the Council of Elders）はデストロンへの降伏を準備していた。議員ザロン（Xarron）は、議長トラッコン（Traachon）に引退と、将校への指揮権委譲を提案した。トラッコンは拒否権を行使し、実質的に辞職、コンボイに総司令官への就任を許した。
- バスター・ウィットウィッキー（Buster Witwicky）：コンボイから一時、その力を託される。
- サンダーウイング（Thunderwing）
- スタースクリーム（Starscream）

イギリス版マーベルコミックでは、ロディマスコンボイもまた保有者とされる（米版では、彼らは一貫して未来からのタイムトラベラーとして描かれた。英版ではロディマスたちの戦う時代が描写された）。そしてクインテッサ星人ギリク（Ghyrik）に奪われてもいる。
これら保有者間を移動するうち、その全てがマトリクスの部分となるわけではない。マトリクスには自身の意識があることが、前述のマトリクス捜索期に描写されている。マトリクスから悪が除去される前にはこのようにマトリクスは語っている。「我らはプライマス、我らはプライマ、我らはプライムノヴァ、我らはセンチネルプライム、我らはコンボイ、我らはサンダーウイング」サンダーウイングの悪の要素が除去された後、この意識が元に戻ったかは明白ではない。
短命に終わった『G-2』コミックシリーズでは、メガトロンがコンボイからマトリクスを強奪。スタースクリームがさらにそれを盗み、自身の一部とする。だがマトリクスは善の方向にスタースクリームを誘導し、それを恐れ、彼はコンボイにマトリクスを返すのである。

#### BotCon限定コミック、小説
プリモン（Primon）なるキャラクターが、プライマスからマトリクスを与えられた最初の保有者として新たに設定された。『G-2』コミックシリーズ最終幕に登場した、原初のデストロンにして、メガトロンとも因果関係を持つという、リージ・マキシモ（Liege Maximo）により破壊され、その影響で、マトリクスはプリモンを忘れてしまい、前述の設定となったという「失われた歴史」が描写された。
コミックシリーズ『The Primeval Dawn』では『メタルス』後の地球が舞台となった。マトリクス保護のため、初代コンボイから、新たな指揮官プライマルプライム（Primal Prime）がそれを取り出すが、復活したタランス（Tarantulas）に奪われている。コミックが中途で終わったために詳細不明だが、最後は初代コンボイの元に戻されたとされている。

#### ドリームウェーヴ・プロダクションズ（Dreamwave Productions）版
セイバートロン星での内戦時代を新たに描いたコミックシリーズ「ウォー・ウィズ・イン（The War Within）」にて。
和平交渉に出た前指揮官センチネルプライムはメガトロンに殺されたが、マトリクスはサイバトロン最高議会（the Autobot Council of Elders）が保有しており、これは次のリーダー、コンボイに与えられる。メガトロンは、セイバートロン星の惑星間航行装置起動エネルギー源として、それを探していた。結局コンボイ、メガトロンはマトリクスにより、様々な未来を幻視させられている。

#### デビルズ・デュー（Devil's Due Comics）版
3巻にて、アンドロイドのサーペンター（Serpentor、『G.I.ジョー』の悪側キャラクター）がセイバートロン星の歴史をサウンドウェーブからダウンロードした。その情報として、クインテッサ、アルファートリン、メガトロン、サウンドウェーブ、惑星ジャンキオン（the Planet of Junk）、コンボイと呼ばれる戦士、そしてマトリクス（The Autobot Matrix of Leadership）が描写された。サーペンターはマトリクスを手にして力を得ることを決めたのである。

## その他のマトリクス（Lesser Matrices）
クリエーションマトリクスはプライマスの命を授ける力を持ち、ユニクロンを破壊しうる唯一の物であるが、他にもより力の小さいマトリクス、「エネルゴンマトリクス」が存在する。ベクターシグマにより作られ、「コンボイクラス」と呼ばれるサイバトロン高級士官たちに与えられ（例を挙げるなら、ライオコンボイ、ビッグコンボイ、ファイヤーコンボイ）一探査船の艦長であった（ビースト）コンボイ（Optimus Primal）も、日本版ビーストシリーズでは、エネルゴンマトリクスを保有している設定となっている。これらのエネルゴンマトリクスもオリジナル同様に未知なる力を有している。
『ビーストウォーズセカンド』では、ライオコンボイのエネルゴンマトリクスがアンゴルモアエネルギーと合わさったことで、ライオコンボイと同じエネルゴンマトリクスを備えたライオジュニアが誕生した。エネルゴンマトリクスの力を合わせてのパワーアップも可能であり、ライオコンボイはライオジュニアと一体化することで、緑のライオコンボイへのパワーアップを果たした。劇場版ではライオコンボイとビーストコンボイは互いのマトリクスに力を与えたことで、フラッシュライオコンボイとバーニングコンボイにパワーアップし、合体技のダブルマトリクスブラスターも用いた。
『ビーストウォーズネオ』では、ビッグコンボイはユニクロンとの最終決戦において、自身のマトリクスを生徒たちに分け辺え、自身と彼らのエネルゴンマトリクスの共鳴はビッグキャノンをマトリクスバスターにへと強化するという新たな力にも繋がり、それを用いて、ユニクロンを倒している。エネルゴンマトリクスとは別にマトリクスキャノンという銃火器も存在し、それには、マトリクスコアと呼ばれる球体型生命体が核として組み込まれている。
『カーロボット』では、ファイヤーコンボイとゴッドマグナスがエネルゴンマトリクス同士の力でゴッドファイヤーコンボイへの合体を果たし、ゴッドマグナスのエネルゴンマトリクスの力でカーロボ3兄弟も強化変身が可能となった。そして、ブレイブマキシマスから送られた力とエネルゴンマトリクスが共鳴したことで「スーパーゴッドソード」が誕生し、ゴッドファイヤーコンボイが振るって、デビルギガトロンを倒した。
『超神マスターフォース』の総司令官ジンライのトランステクターには玩具の設定上、「ウルトラマトリクス」なるパーツが存在するが、アニメの劇中では特別な物として描写されることは無かった。
『ゾーン』、『バトルスターズ』では、マトリクスの代わりに、修理や再生の手段として「超エネルギー・ゾディアック」の力が使われている。しかし、ゾディアックは"Lesser Matrices"ではない。
悪のマトリクスも存在し、シックスショットが所持。
『ネオ』にてガルバトロンは「ガルバマトリクス（Galvamatrix）」によってユニクロンに支配された。BotCon限定玩具のデストロン宇宙大君主（Predacon Overlord）シャカラクト（Shokoract）もまた「The Matrix of Conquest」により支配されている。
『ユニバース』版のネメシスプライム（ビッグコンボイのリペイントバージョン）は「The Dead Matrix」を持っている。これはスパークを吸収でき、本来のマトリクスの効力を消すために作られた。これは『ギャラクシーフォース』の米版『Cybertron』のコミックで、ネメシスプライムが、プライマスを倒そうとして使用した。ネメシスプライムは止められたが、サウンドウェーブがこれを奪い、ユニクロン復活に用いている。
『G-2』の時期、コンボイは様々な姿に変化している。これらはゴーボッツ（Go-Bot）版のテックスペックに記載された「再構成マトリクス（Reconfiguration Matrix）」の力とされた。同様に日本版の玩具封入コミックではマトリクスによってコンボイ（ミサイルトレーラー）は、バトルコンボイになったとされた。
またBotCon2005限定玩具アイアンハイド（IronHide）、e-HOBBYの2006年限定玩具レーザーウルトラマグナスなどもこの再構成マトリクスによる変化とされている。これは、コンボイの持つ再構成マトリクスの力を他者に対して使用したものである。
『ビーストウォーズ』誕生10周年記念で「Transformers Collectors Club magazine」9号に記載されたビーストコンボイ（姿は『ビーストウォーズリボーン』および『BEAST WARS 10th Anniversary』版）のバイオグラフィーによると、「浄化のマトリクス（Matrix of Purification）」を持ち、病気治療や、ユニクロンの影響をセイバートロニアンから取り除けるとされる。
『マイクロン伝説』に始まるリセットシリーズに登場する総司令官（アルマダ）コンボイは、元のマトリクスとほぼ同じ、指揮官に受け継がれるマトリクスを保有している（中心にクリスタルが収まっている以外は初代（G1）シリーズとは異なるデザインになっている）。コンボイが殉職した際、マトリクスだけが残ったが、マイクロンたちとマトリクスの力でコンボイは復活を遂げた。ユニクロンとの戦いにおいては、初代（G1）シリーズと異なり、ユニクロンがマトリクス恐れるような描写はなく、ユニクロン戦後、コンボイは1人のTFとして、メガトロンと戦うためにマトリクスを捨て、エピローグにおいても手にすることはなかった。
マイクロン伝説の続編である『スーパーリンク』ではグランドコンボイの玩具では胸の中に、初代（G1）風のデザインに変更されたマトリクスが収まっているが、アニメ本編では全く描写されていない。続く『ギャラクシーフォース』ではギャラクシーコンボイの胸部に収納され、しばしばベクタープライムの開くワープゲートの拡大に用いられた。高エネルギーを発する装置として描写され、ギャラクシーコンボイが召喚するフォースチップの形状に影響を与えていることが劇中で推測されている。

## オールスパーク (All Spark)
マトリクスではないが、似た役割を持っている。

### トランスフォーマー (2007年の映画)
『実写映画版トランスフォーマー』において遥か昔から存在しているキューブ型の物体で（そのため、劇中では「キューブ」とも呼ばれる）、金属に生命を吹き込む力を持つ。サイバトロン星の知的生命体はこのオールスパークから誕生した。続編の『トランスフォーマー: リベンジ』にて、実はキューブ型の物体はオールスパークの「器」兼エネルゴン・キューブであり、オールスパーク本体は膨大な「叡智」であることが判明。器を失ったことでオールスパーク本体はサムの脳を新たな器とした。小説版では蘇った際にサムから、オプティマスプライム（コンボイ）に移った。
『トランスフォーマー・ザ・ライド3D』において第1作目の最後の戦いにてキューブの欠片としてN.E.S.T.（ネスト）基地に保管されていたが、第1作目と同様にメガトロンにねらわれている。

### トランスフォーマー キスぷれ
『トランスフォーマー キスぷれ』ではオールスパークそのものは登場しないが、名称のみが登場する。突如現れた三つの光球スパークボットは、「オールスパークの欠片」を回収するようキスプレイヤーたちに命じる。だが、それはユニクロン再生のための陰謀であり、その欠片の正体はユニクロンのアンゴルモア・エネルギーだった。

### トランスフォーマー アニメイテッド
『トランスフォーマー アニメイテッド』に登場。大いなる力を秘めている物体だがその正体は不明。地球人のサリにオールスパークの鍵を託し、その鍵の力だけでもトランスフォーマーを修復する、機械に力を与える、ロボットを機械生命体（トランスフォーマー）に進化させるなどの不思議な力を発揮し、また独自の意思があるかのような動作もする。
サイバトロン星の覇権をかけた大戦争「グレートウォー」でオートボットの勝利の決め手となったものであり、終戦後はディセプティコンの手から遠ざけるために、スペースブリッジにより行き先のわからない宇宙の彼方へと封印された。第1話でそのうちの一つを、スペースブリッジ修理作業中のオプティマスプライム（コンボイ）たちが偶然発見してしまう。
オールスパーク本体は、オプティマスプライム（コンボイ）蘇生のために胸に一時的に収納し、その後宇宙船アーク内で保管されていたが、メガトロンに奪取された際に暴走させ消失、「オールスパークの欠片」が彼方此方に散ってしまう。
その後、第3シーズン（シーズン3）の最終決戦でサイバーニンジャとして覚醒したプロールの力によってほとんどの欠片を集めるものの全ては回収できずその不足分をプロール自身のスパークで補うことによって復活した。初代（G1）版マトリクスを思わせる容器に収められ、オプティマス部隊がサイバトロン星に持ち帰っている。

## ダークスパーク (Dark Spark)
マトリクスとは対の存在となっており、正反対の役割と力を持っている。初登場はゲーム『トランスフォーマー ライズ オブ ザ ダーク スパーク』で、所有者の思うがままに事象を操ることができ、スパークが消失したトランスフォーマーの遺体すらもゾンビとして蘇らせるほどの能力を持つ。誕生経緯は不明だが、いろんな経緯を得て各並行世界に飛ばされている。
元々存在していたのは『Transformers: War for Cybertron』、『Transformers: Fall of Cybertron』の世界のサイバトロン星であり、過去の研究者が調べようとして相次いで消息を絶ったためにクリスタルシティに厳重に封印されていた。それを知ったメガトロンはスタースクリーム、サウンドウェーブ、ショックウェーブを回収に向かわせ、オートボットの妨害にあったもののそれを手に入れて全てを意のままにしようとしたが、オプティマスプライムのマトリクスから放たれたビームによって弾き飛ばされ、ダークスパークはその世界から消失する。
しかし、ダークスパークは『実写映画版トランスフォーマー』シリーズの世界に飛ばされ、地球に落ちていくのを確認したロックダウンはそれを回収し、ダークスパークの力を使ったタイム・ブリッジで過去の歴史を戦乱が永遠に続く世界へ作り変えようとするが、その世界のオプティマスプライム（コンボイ）の妨害にあいダークスパークはタイム・ブリッジに投げ込まれ、その膨大なエネルギーによってタイム・ブリッジは崩壊する。
そしてダークスパークが行き着いた世界は『初代（G1）トランスフォーマー』シリーズの世界の地球だった。その後の消息は不明である。

## マトリクスの付属する玩具
近年、様々な玩具にマトリクスが付属し、その存在感を高めている。
- ライオコンボイ（1998年）：左胸のカバー下のモールドとして玩具に初登場。
- ビッグコンボイ（1999年）：胸中のマトリクスを取り出し、持たせることが出来る。
- メタルフォースコレクション コンボイ（1999年）：タイムハウスより発売されたソフビ製フィギュア。胸のフロントガラス越しにマトリクスが見える。
- スーパーファイヤーコンボイ（2000年）:胸パネルの中にモールドされている。
- 2001 New Years Special コンボイ（2001年、記念復刻版）：胸に収まるダイキャスト製のマトリクスが追加された。ネックレスにも出来るチェーンも付属。
- コンボイ・スーパーモード（2002年、マイクロン伝説版コンボイ）：胸パネルの下にモールドされている。同時に発売された合体機構の無い、プロポーション重視版の「STDコンボイ」には付属しない。
- MEGA SCF-01 コンボイ TVバージョン（2002年）：非変形アクションフィギュア。マトリクスが付属するが、専用の持ち手や収納ギミックなどは無い。
- MEGA SCF-04 ホットロディマス（2002年）：非変形アクションフィギュア。SCF-01 コンボイから流用されたマトリクスが付属するが、こちらも専用の持ち手や収納ギミックなどは無い。
- グランドコンボイ・スーパーモード（2003年、スーパーリンク版コンボイ）：胸パネルの中にマトリクスがモールドされている。取り外せないがLEDによる発光ギミックがある。
- マスターピース・コンボイ（2003年）：アニメに忠実な変形を可能な限り追求した豪華版玩具。手に持たせることも出来、開放も可能なマトリクスが付属。胸の中にはLEDが仕込まれ、光らせることも可能。
- マスターピース・ウルトラマグナス：上記玩具のカラーリング変更品。『MOVIE』では開放できないが色以外仕様変更がされていないため開放、発光が可能。
- ギャラクシーコンボイ（2004年、ギャラクシーフォース版コンボイ）：胸の中から取り出し、持たせることが可能。なお初代コンボイ玩具の胸にも収まるサイズである。「トイザらス限定ソニックコンボイ・セット」の付属品にはゴールドメッキが施こされている。
- KTフィギュアコレクション トランスフォーマー（2004年）：コンボイのバストアップフィギュア。胸部が開閉し同時にマトリクスがせり出すギミックを内蔵。フィギュア王No.82にリペイント版が付録として同梱。
- T.H.S.-01：ギャラクシーコンボイ（2005年）：『ハイブリッドスタイル』として、小型精密版として製作された玩具。マトリクスを取り外し手に持つことが可能。
- T.H.S.-02：コンボイ（2006年）：『ハイブリッドスタイル』として、小型精密版として製作された玩具。開放は出来ないが、胸の中に収められ、持たせられるマトリクスが付属。
- 新破壊大帝ガルバトロン（2005年、復刻改修版）：ダイキャスト製マトリクス付属。上記のNew Years Special コンボイの流用品。
- シティコマンダー ガルバトロンII（2007年）：e-HOBBY限定で販売。緑色彩色版の「クリエーション・マトリクス」が付属。ベクターシグマと同様の役割を果たすもの、もしくは創造神プライマスの生命力であるともされている。
- 最高司令官バトルコンボイ（2006年、復刻改修版）：当時品から改修された胸部シールにマトリクスのマークがある。
- バトルコマンダー レーザーウルトラマグナス（2006年）：e-HOBBY限定で販売。バトルコンボイ復刻版のリカラー品。同じく胸部シールにマトリクスのマークがある。
- リボルテック コンボイ（2006年）：ドリームウェーブ版コミック風スタイルの非変形アクションフィギュア。マトリクスが付属するが専用の持ち手や収納ギミックなどは無い。
- バトルブレードオプティマスプライム（2010年、実写版オプティマス）：実写版マトリクスが付属。胸の中から取り出し、持たせることが可能。
- Battle in Space（2010年）：ClassicsロディマスとUniverseサイクロナスのカラーリング変更品のセットに付属。上記のNew Years Special コンボイの流用品。付属するどちらのフィギュアにも持たせたり収納することは不可能。チェーンもオミットされているので装備することすら出来ない。
- ユナイテッド・G2オプティマスプライム（2011年）：バトルコンボイのリメイク。胸のフロントガラス越しにマトリクスが見える。
- Matrix of Leadership SDCC Optimus Prime（2011年、Prime版オプティマス）：コミコン2011限定で発売。マトリクスを模したパッケージとなっている。
- Transformers Correctors Club SUBSCRIPTION 4.0 WINDSWEEPER（2016年）:トランスフォーマー公式ファンクラブ限定品。マスターピース・コンボイのマトリクスのリカラーであるマトリクス・オブ・マリスが付属。全体が金色に塗装されており、中心部も緑色になっている。